# Torneo de Washington 2019
El Citi Open 2019 fue un torneo de tenis perteneciente al ATP Tour 2019 en la categoría ATP World Tour 500, y al WTA Tour 2019 en la categoría WTA International. El torneo tuvo lugar en la ciudad de Washington D. C. (Estados Unidos) desde el 29 de julio hasta el 4 de agosto de 2019.

## Distribución de puntos
| Modalidad            | Campeón | Finalista | Semifinales | Cuartos de final | 2.ª ronda | 1.ª ronda | Clasificados | 2.ª ronda de clasificación | 1.ª ronda de clasificación |
| Individual masculino | 500     | 330       | 200         | 100              | 50        | 0         | 25           | 13                         | 0                          |
| Dobles masculino     | 500     | 300       | 180         | 90               | –         | –         | 45           | 25                         | 0                          |

| Modalidad           | Campeona | Finalista | Semifinal | Cuartos de final | 2ª ronda | 1ª ronda | Clasificadas | 3ª ronda de clasificación | 2ª ronda de clasificación | 1ª ronda de clasificación |
| Individual femenino | 280      | 180       | 110       | 60               | 30       | 1        | 18           | 14                        | 10                        | 1                         |
| Dobles femenino     | 280      | 180       | 110       | 60               | 1        | -        | -            | -                         | -                         | -                         |

## Cabezas de serie

### Individuales masculino
| Tenista               | Ranking | Preclasificado |
| Stefanos Tsitsipas    | 6       | 1              |
| Karen Jachanov        | 8       | 2              |
| Daniil Medvédev       | 9       | 3              |
| Kevin Anderson        | 11      | 4              |
| John Isner            | 14      | 5              |
| Marin Čilić           | 17      | 6              |
| David Goffin          | 18      | 7              |
| Milos Raonic          | 21      | 8              |
| Félix Auger-Aliassime | 23      | 9              |
| Benoît Paire          | 28      | 10             |
| Gilles Simon          | 33      | 11             |
| Álex de Miñaur        | 34      | 12             |
| Kyle Edmund           | 35      | 13             |
| Jan-Lennard Struff    | 36      | 14             |
| Pierre-Hugues Herbert | 39      | 15             |
| Frances Tiafoe        | 41      | 16             |

- Ranking del 22 de julio de 2019.[3]

### Dobles masculino
| Tenista                           | Ranking | Preclasificados |
| Juan Sebastián Cabal Robert Farah | 2       | 1               |
| Łukasz Kubot Marcelo Melo         | 9       | 2               |
| Raven Klaasen Michael Venus       | 20      | 3               |
| Mate Pavić Bruno Soares           | 24      | 4               |

### Individuales femenino
| Tenista                   | Ranking | Preclasificada |
| Sloane Stephens           | 8       | 1              |
| Madison Keys              | 17      | 2              |
| Sofia Kenin               | 28      | 3              |
| Su-Wei Hsieh              | 31      | 4              |
| Lesia Tsurenko            | 36      | 5              |
| Kateřina Siniaková        | 41      | 6              |
| Anastasiya Pavliuchenkova | 44      | 7              |
| Mónica Puig               | 45      | 8              |

- Ranking del 22 de julio de 2019.[4]

### Dobles femenino
| Tenista                          | Ranking | Preclasificadas |
| Anna Blinkova Kateřina Siniaková | 72      | 1               |
| Yafan Wang Zhaoxuan Yang         | 139     | 2               |
| Anna Kalinskaya Miyu Kato        | 156     | 3               |
| María Sánchez Fanny Stollár      | 171     | 4               |

## Campeones

### Individual masculino
Nick Kyrgios venció a  Daniil Medvédev por 7-6(8-6), 7-6(7-4)

### Individual femenino
Jessica Pegula venció a  Camila Giorgi por 6-2, 6-2

### Dobles masculino
Raven Klaasen /  Michael Venus vencieron a  Jean-Julien Rojer /  Horia Tecău por 3-6, 6-3, [10-2]

### Dobles femenino
Cori Gauff /  Caty McNally vencieron a  María Sánchez /  Fanny Stollár por 6-2, 6-2